# Felhajtóerő (aerodinamika)

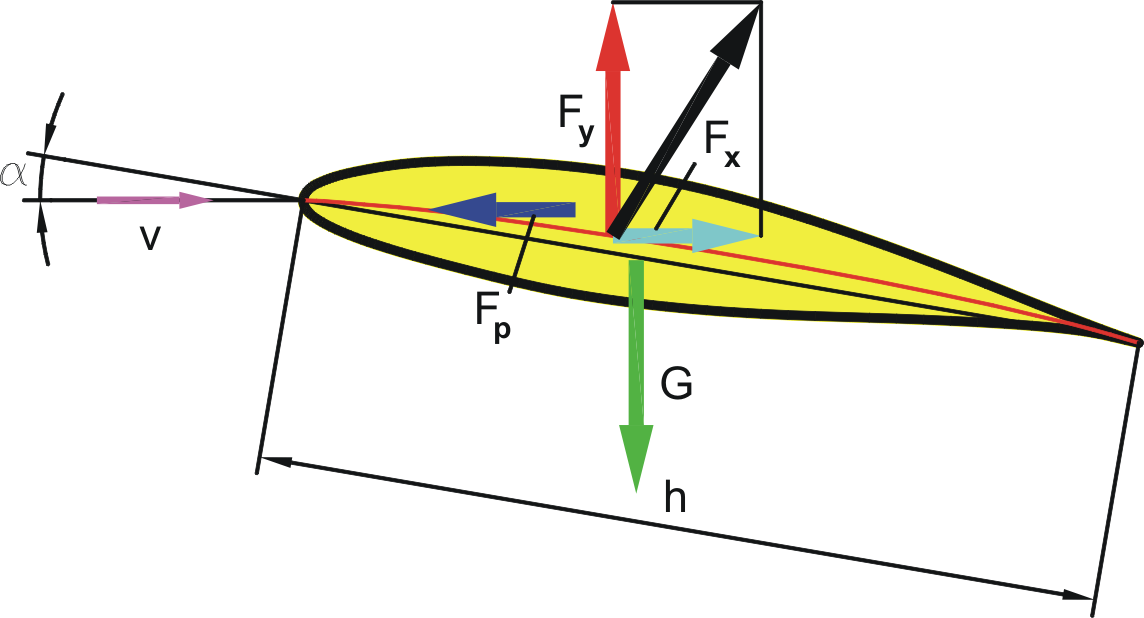
Repülőgépre ható erők

Az (aero)dinamikus felhajtóerő áramló közegbe helyezett testre ható erőnek az a komponense, mely merőleges az áramlás irányára. Az áramlás irányával párhuzamos erőkomponens neve közegellenállás. Felhajtóerőnek azért nevezzük, mert a levegőnél nehezebb repülőgépek felemelkedését és levegőben maradását ennek az erőnek a tervszerű kihasználásával érik el.
A dinamikus felhajtóerő nem tévesztendő össze a (hidro)sztatikus felhajtóerővel, amely a közegbe (folyadékba vagy gázba) merülő testre hat, és aminek nagyságát Arkhimédész törvénye írja le. Ez a sztatikus felhajtóerő tartja a víz felszínén a hajókat, és emeli fel a léghajót.

## A felhajtóerő számítása
Az áramlásba helyezett test közelében a közeg sebessége általában nő. Bernoulli törvénye értelmében a sebesség növekedésével a nyomás csökken. Ideális folyadékban (a levegő a hangsebességnél kisebb sebességeknél összenyomhatatlan közegként, folyadékként viselkedik) a szárnyfelület egy pontjára így írható fel Bernoulli törvénye:
{\displaystyle {v^{2} \over 2}+{p \over \rho }={v_{\infty }^{2} \over 2}+{p_{\infty } \over \rho }},
ahol 
{\displaystyle v\,} a közeg sebessége a szárnyprofil adott pontjánál,
{\displaystyle p\,} nyomás a szárnyprofil adott pontjánál,
{\displaystyle v_{\infty }\,} közeg sebessége a szárny által nem zavart távolságban,
{\displaystyle p_{\infty }\,} nyomás a szárny által nem zavart távolságban,
{\displaystyle \rho \,} a közeg sűrűsége.
A nyomáskülönbség így írható:
{\displaystyle p-p_{\infty }={\frac {\rho }{2}}(v_{\infty }^{2}-v^{2})={\frac {\rho }{2}}v_{\infty }^{2}\left[1-\left({\frac {v}{v_{\infty }}}\right)^{2}\right]={\frac {\rho }{2}}v_{\infty }^{2}c}.
ahol
{\displaystyle c=1-\left({\frac {v}{v_{\infty }}}\right)^{2}\,}
Ha a pontról pontra változó felületi nyomás áramlás irányára merőleges komponenseinek átlagát vesszük, akkor az {\displaystyle A\,} szárnyfelületre ható felhajtóerő a következőképpen számítható:
{\displaystyle F_{y}={\frac {\rho }{2}}v_{\infty }^{2}c_{y}A},
ahol 
{\displaystyle c_{y}\,} a felhajtóerő tényező,
{\displaystyle A\,} pedig a szárny vízszintes síkra vetített területe.
A felhajtóerő kialakulása valóságos, viszkózus folyadékoknál bonyolultabb jelenség, ezért a felhajtóerő tényező nemcsak a szárnyprofil alakjától, hanem a Reynolds-számtól is függ. A dimenzió nélküli Reynolds-szám esetünkben így számítható: 
{\displaystyle Re={\frac {v_{\infty }h}{\nu }}},
ahol 
{\displaystyle h\,} a szárnyprofil húrhossza,
{\displaystyle \nu \,} a kinematikai viszkozitás.
Azonos Reynolds-számú áramlások hasonlóak, ez például egyszerűen azt jelenti, hogy két szárny, melyek geometriailag hasonlóak és olyan áramlásba helyezzük, melyeknél a Reynolds-számuk megegyezik, felhajtóerő tényezőjük azonos. Ez lehetővé teszi a felhajtóerő tényezőnek szélcsatornában, kísérleti körülmények között empirikus mérésekkel való meghatározását. 
A légerőnek a másik komponensére, a közegellenállásra hasonló összefüggés írható fel:
{\displaystyle F_{x}={\frac {\rho }{2}}v_{\infty }^{2}c_{x}A},
ahol 
{\displaystyle c_{x}\,} az ellenállás tényező.

Egy szárnyszelvény felhajtóerő (piros) és ellenállás tényezője (kék) az állásszög függvényében egy adott Reynolds-számra

A felhajtóerő-tényező a Reynolds-számon kívül a szárnyprofil alakjától, a szárnyfelület érdességétől  és az {\displaystyle \alpha \,} állásszögtől függ. Általában mennél íveltebb a szárnyszelvény, annál nagyobb felhajtóerő ébred rajta. Kis sebességre tervezett repülőgépeknek ívelt szárnyszelvényt szánnak, hogy ne legyen szükség túlságosan nagy felületű szárnyra. Ezeknek a szelvényeknek azonban nagy az ellenállás tényezője, ezért nagysebességű repülőgépek szárnyszelvénye kis íveltségű és vékony, de itt a nagy sebesség miatt kis felhajtóerő tényező is elegendő. A felhajtóerőhöz a szárnyon kívül a repülőgép más részei is hozzájárulnak, a nagysebességű repülőgépeknél ez jelentős rész lehet. 
Nagysebességű repülőgépeknél előny volna, ha a szárnyprofil alakja a sebességtől függően változtatható lenne: nagy sebességnél vékony és kis íveltségű, leszállásnál és felszállásnál, amikor a repülőgép sebessége kicsi, pedig íveltebb. Ilyen szerkezetet nehéz készíteni, gyakorlatilag úgy közelítik, hogy a repülőgépek szárnyát ívelőlappal, illetve fékszárnnyal szerelik fel, ezt működtetve megnő a szárny íveltsége és esetleg felülete is, nagyobb sebességnél pedig behúzható a szárnyba. Az ívelőlap nem tévesztendő össze a fékszárnnyal - bár funkciójuk majdnem azonos - az előbbit, egyszerű felépítése miatt, könnyű kisgépeknél illetve vitorlázógépeknél használják, míg a fékszárny a nagyobb, nehezebb gépeknél használatos. A fékszárny, illetve az ívelőlap előnyös tulajdonságait egyaránt használják a felszálláskor gyorsuló, illetve a leszálláskor lassuló repülés közben megnövekedett felhajtóerő-igény előállítására, illetve az átesés elkerülésére. A féklap az előzőektől eltérően egy harmadik szárnymechanikai eszköz, amely kifejezetten áramlásrontó hatása miatt alkalmas a felhajtóerő drasztikus csökkentésére, vitorlázógépek esetén a leszálláshoz szükséges lassításhoz, nagyobb gépek esetén a kifutópályán megtett féktáv csökkentéséhez használják. További részletek a szárny szócikkben olvashatók.
A szárnyprofilok adatait tartalmazó táblázatok a felhajtóerő tényezőt és az ellenállás tényezőt síkbeli áramlás esetére adják meg. Ez idealizált viszonyokat jelent, mert ilyen áramlás elvileg csak végtelen fesztávolságú szárnynál alakulhat ki. A valóságos szárnyaknál a szárnyvégeken a szárny alatti és feletti nyomás kiegyenlítődni törekszik, ezért a felhajtóerő és az ellenállás is eltér az ideálistól.  

Poláris diagram.
Piros - c_{y}
Kék - c_{M}
1 - leválás a kisebb nyomású oldalon
2 - leválás a nagyobb nyomású oldalon

Érdesség hatása a poláris diagramra.
Fekete - sima szárny
Kék - Érdes szárny

## A felhajtóerő nyomatéka
A légerők támadási pontja a sebességgel és az állásszöggel szintén változik. Ennek helyét közvetve azzal a nyomatékkal szokás megadni, melyet egy a kilépőélen ébredő {\displaystyle F'_{y}\,} erő fejtene ki a belépőél, mint forgástengely körül:
{\displaystyle F'_{y}=c_{M}{\frac {\rho }{2}}v_{\infty }^{2}A},
és a nyomaték:
{\displaystyle M=c_{M}{\frac {\rho }{2}}v_{\infty }^{2}Ah},
ahol 
{\displaystyle c_{M}\,} a nyomatéki tényező.

## A poláris diagram
A Lilienthal-féle poláris diagramban a különböző {\displaystyle \alpha \,} állásszöghöz tartozó {\displaystyle c_{y}\,} tényezőt ábrázolják a {\displaystyle c_{x}\,} és {\displaystyle c_{m}\,} függvényében. A poláris diagram nem a végtelen nagy fesztávolságú szárny tényezőit, hanem az adott oldalviszonyú szárny adatait tartalmazza. Minden egyes állásszög értékhez a poláris diagram egy-egy pontja tartozik. Látható, hogy az állásszög növelésével a felhajtóerő tényező egy darabig nő, elér egy maximális értéket, majd csökkenni kezd, ekkor válik le a szárnyszelvény kisebb nyomású (repülőgépnél a felső) oldaláról az áramlás. Az állásszög csökkentésénél hasonlóan a felhajtóerő tényező előbb csökken, negatív értéket vesz fel, majd ismét leválás következik be, de most a szelvény nagyobb nyomású oldalán. Ez a jelenség például műrepülést végző repülőgépeknél háton repülés esetén lehet érdekes.
A poláris diagram tengelyeit általában eltérő léptékkel rajzolják: az ellenállás tényező léptéke a felhajtóerő tényezőének tízszerese, a nyomatéktényező kétszerese szokott lenni.
A poláris görbe egy tetszőleges pontjához az origóból húzott egyenes {\displaystyle \gamma \,} szöge a siklószög, a szög tangense a siklószám:
{\displaystyle \tan \gamma =\epsilon ={\frac {c_{x}}{c_{y}}}}
Egyszerűbben kifejezve a siklószám azt mondja meg, hogy vitorlázva egy méter süllyedés közben a repülőgép mennyi utat tesz meg vízszintesen.
A siklószög elnevezés onnan ered, hogy egy repülőgép kikapcsolt motorral vitorlázó pályája a pilóta által beállított állásszög mellett pontosan ezzel a szöggel hajlik a vízszinteshez. A repülőgépek adatai között szereplő siklószögön a legkedvezőbb siklószöget kell érteni.

## Magnus-effektus
Felhajtóerőt nemcsak merev szárny kelthet, hanem áramlásba helyezett forgó henger is. Ezt a jelenséget felfedezőjéről Magnus-effektusnak hívják. Áramlásba helyezett rá merőleges tengelyű álló henger körül az áramvonalak szimmetrikusak a sebesség irányára, felhajtóerő nem ébred. Ha valóságos nyugvó közegben a hengert tengelye körül megforgatják, a súrlódás folytán a közeg részecskéit a henger felülete magával ragadja és potenciálos örvényhez nagyon hasonló áramlás alakul ki a henger körül. A potenciálos örvény olyan áramlás, melynek áramvonalai koncentrikus körök és a közeg részecskéi saját tengelyük körül nem forognak. 
Ha a forgó hengert állandó sebességű közegáram is megfújja, a két áramlás szuperponálódik, az eredő áramlás aszimmetrikus lesz, az egyik oldalon a két sebesség összegeződik, ezért Bernoulli törvénye szerint itt a nyomás lecsökken, a másik oldalon a sebességek különbsége képződik, a nyomás megnő, a két hatás eredője felhajtóerő formájában jelentkezik:

NACA 0012 szárnyprofil körüli kis állásszögű áramlás áramvonalai

{\displaystyle F_{y}=\rho v_{\infty }b\Gamma \,},
ahol
{\displaystyle b\,} a henger magassága,
{\displaystyle \Gamma =\oint vds\,} a cirkuláció.

## Kutta-Zsukovszkij-tétel
Kutta és Zsukovszkij tétele szerint súrlódás és leválásmentes áramlásban az áramlásba helyezett szárnyon ébredő felhajtóerő megegyezik az előzőekkel, azzal a különbséggel, hogy a {\displaystyle b\,} méret ebben az esetben a szárny fesztávolságát jelenti. Súrlódásmentes áramlás esetén a henger körüli áramlás matematikailag egyszerűen számítható és így a Magnus-effektus felhajtóereje is meghatározható. Zsukovszkij a Magnus-effektus és az ívelt szárny körüli áramlás hasonlósága alapján dolgozta ki az első használható módszert a szárnyprofil felhajtóerejének számítására, a konform leképzést. 
A szárny körüli örvény jelenléte közvetlenül is megfigyelhető. A repülőgép indulásakor egy örvénypár keletkezik, az egyik az úgynevezett indulási örvény mely a szárnyat elhagyja, a másik pedig a szárny körüli kötött örvény, mely a felhajtóerőt okozza. Örvények mindig párban keletkeznek ellentétes forgásiránnyal.

## Impulzustétel
A szárny az áramlás irányát eltéríti. Az impulzustétel szerint a felhajtóerő:
{\displaystyle \,F_{y}=\rho qv_{y}},
ahol 
{\displaystyle \,q} az eltérített levegő térfogatárama
{\displaystyle \,v_{y}}, az eltérített levegőáram sebességének függőleges összetevője.